# Antonio Porta (Schriftsteller)

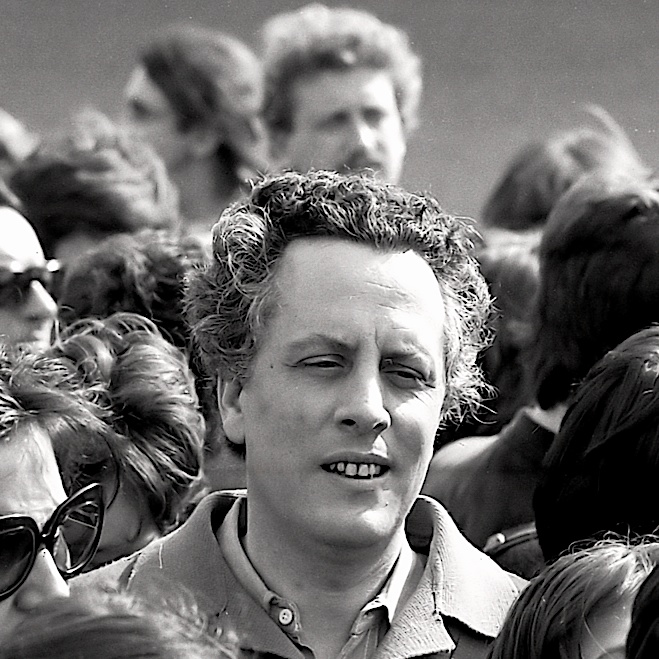
Antonio Porta

Leo Paolazzi (* 9. November 1935 in Vicenza, Venetien; † 12. April 1989 in Rom, Latium) wurde unter dem Pseudonym Antonio Porta als italienischer Schriftsteller und Dichter bekannt. Er gehört zu den Mitgründern der literarischen Bewegung Gruppo 63.

## Leben
Antonio Porta wurde als Leo Paolazzi 1935 in Vicenza geboren. 1958 begann er für das Literaturmagazin  il verri von Luciano Anceschi zu schreiben. Während dieser Zeit verfasste er auch einige Gedichte, die 1969 in der Anthologie I novissimi neben Werken von  Elio Pagliarani, Edoardo Sanguineti, Alfredo Giuliani und Nanni Balestrini erschienen.

### Gruppo 63
Aus seiner Erfahrung mit il verri begann er mit der avantgardistischen italienischen Literaturbewegung Gruppo 63 zusammenzuarbeiten. In der Gründungsphase der Gruppe nahm er auch an deren Zusammenkünften in Palermo, Reggio nell’Emilia, La Sapienza und Fano teil.
Von 1963 bis 1967 war Porta in Reggio nell’Emilia Mitherausgeber des Magazins Malebolge. In dieser Zeit nahm er auch an Literatur- und Kunstausstellungen in  Padua, Rom, Mailand und London teil. Sein Werk Zero aus dem Jahr 1963 ist wohl dasjenige, das am meisten mit diesem Zeitraum in Verbindung gebracht wird.

### Spätere Karriere
Er schrieb Literaturkritiken für angesehene italienische Zeitungen wie den Il Corriere della Sera und Il Giorno und arbeitete auch mit Tuttolibri, Panorama und L'Europeo zusammen. Er veröffentlichte auch in den monatlich erscheinenden Zeitschriften Alfabeta und La Gola, die er auch leitete.
Von 1982 bis 1988 unterrichtete er an den Universitäten in Chieti, später an der Yale University, an der Universität Pavia, der Sapienza-Universität von Rom und der Universität Bologna.

## Werke
- Calendario, Schwartz, Mailand, 1956, (als  Leo Paolazzi)
- La palpebra rovesciata, Azimuth, Mailand, 1960
- I novissimi, il verri edition, Mailand, 1961
- Zero, numbered edition, in proprio, Mailand, 1963
- Aprire, Gedichte, Scheiwiller Editore, Mailand, 1964
- I rapporti, Gedichte, Feltrinelli Editore, Mailand, 1966
- Partita, Novelle, Feltrinelli Editore, Mailand, 1967
- Cara, Gedichte, Feltrinelli Editore, Mailand, 1969
- Metropolis, Gedichte, Feltrinelli Editore, Mailand, 1971 (Finalteilnehmer am Premio Viareggio).
- Week-end, Gedichte, Cooperativa Scrittori Editrice, Rom 1974
- La presa di potere di Ivan lo sciocco, Theaterstück,  Einaudi Editore, Turin, 1974
- Quanto ho da dirvi, Sammlung seiner Gedichte von 1958 bis 1975, Feltrinelli Editore, Mailand, 1977
- Il re del magazzino, Novelle, Arnoldo Mondadori Editore, Mailand, 1978
- Pin Pidìn, Gedichte für Kinder (zusammen mit Giovanni Raboni), Feltrinelli Editore, Mailand, 1978.
- Passi Passaggi, Gedichte, Arnoldo Mondadori Editore, Mailand, 1980 (Gewann den „Val di Comino“-Preis, Finalteilnehmer des Premio D'Annunzio)
- Se fosse tutto un tradimento, Kurzgeschichte, Guanda Editore, Mailand, 1981
- L'aria della fine, Gedichte, Lunarionuovo, Catania, 1982 (Gewinner des Premio Gandovere – Franciacorta)
- Emilio, kurze Gedichte für Kinder, Emme Edizioni, Mailand, 1982
- La poesia che dice no, Fernsehfilm  (RAI, Rai Tre, Regie Gianni Jannelli) La Spezia, 1983
- Invasioni, Gedichte, Arnoldo Mondadori Editore, Mailand, 1984 (Gewinner des Premio Viareggio und des Premio Città di Latina)
- Nel fare poesia, Anthologie mit einer Einführung, Sansoni, Florenz, 1985
- La stangata persiana, Theaterstück, Corpo 10, Mailand, 1985
- La festa del cavallo, Theaterstück, Corpo 10, Mailand, 1986
- Melusina, una ballata e diario, Crocetti Editore, Mailand, 1987
- Il giardiniere contro il becchino, Arnoldo Mondadori Editore, Mailand, 1988 (Gewinner des Premio Carducci, des Premio Acireale und des Premio Stefanile)
- Partorire in chiesa, Kurzgeschichte, Libri Scheiwiller, Mailand, 1990
- Il Progetto Infinito, herausgegeben von Giovanni Raboni, Quaderni Pier Paolo Pasolini, Rom, 1991 (Vertrieb durch Garzanti)
- Los(t) angeles, unveröffentlichte Novelle, Vallecchi Editore, Florenz, 1996
- Poesie 1956-1988, herausgegeben von Niva Lorenzini, Oscar Mondadori, Mailand, 1998
- Yellow, unveröffentlichte Gedichte, posthum herausgegeben von Niva Lorenzini, Mondadori, Mailand, 2002
- Tutte le poesie (1956-1989), a cura di Niva Lorenzini, Garzanti, Milano, 2009
- La scomparsa del corpo, tutti i racconti, Manni Editori, Lecce, 2010
- Piercing the Page: Selected Poems 1958-1989, Edited with an introduction by Gian Maria Annovi and an essay by Umberto Eco, Otis – Seismicity, Los Angeles, 2012